# جو وودز
جو وودز (بالإنجليزية: Joe Woods)‏ هو مدرب رياضي أمريكي، ولد في 25 يونيو 1970 في North Vandergrift, Pennsylvania ‏ في الولايات المتحدة.